# حائل دموي عيني

حاجز الدم العيني

حاجز الدم العيني (بالإنجليزية: Blood–ocular barrier)‏ هو حاجز مكوّن من بطانة الشعيرات الدموية في شبكية العين والقزحية والجسم الهدبي والظهارة الصباغية الشبكية (بالإنجليزية: Retinal pigment epithelium)‏. هو حاجز مادي بين الأوعية الدموية ومعظم أجزاء العين نفسها، وتوقف العديد من المواد بما في ذلك الأدوية من الانتقال عبرها. يُمكن للالتهاب أن يكسر هذا الحاجز مما يسمح للأدوية والجزيئات الكبيرة على الاختراق إلى داخل العين. عندما يزول الالتهاب، عادة ما يعود هذا الحاجز إلى ما كان عليه.

## عناصره
يتألف حاجز الدم العيني من العناصر التالية:

### الحاجز الدموي-المائي
يحجز «الحاجز الدموي-المائي» بين «الظهارة الهدبية» (بالإنجليزية: ciliary epithelium)‏ و«الشعيرات الدموية» في القزحية.
يتكون «الحاجز الدموي-المائي» من خلايا الظهارة الهدبية غير الصبغية للجسم الهدبي والخلايا البطانية في الأوعية الدموية في القزحية.

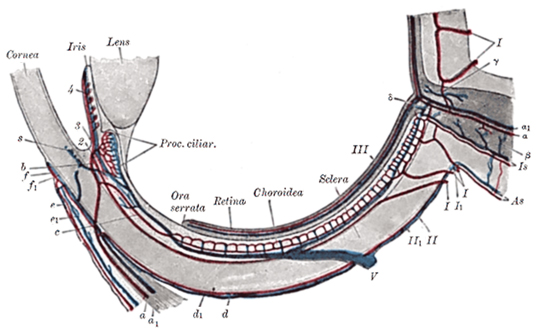
"المشيماء الشعيرية" Choriocapillaris موسومة على الرسم برقم III.

### الحاجز الدموي-الشبكي
يحجز «الحاجز الدموي-الشبكي» بين «الشعيرات الدموية» الغير منوفذة (ليس بها فتحات) (بالإنجليزية: non-fenestrated)‏ للدورة الدموية للشبكية، و«الموصلات المحكمة» (بالإنجليزية: Tight junction)‏ الواقعة بين الخلايا الظهارية للشبكية، لمنع مرور الجزيئات الكبيرة من «المشيماء الشعيرية» (بالإنجليزية: choriocapillaris)‏ إلى شبكية العين.
يتكون «الحاجز الدموي-الشبكي» من بطانة «الشعيرات الدموية» في القزحية والظهارة الصباغية للشبكية.